# Дзюдо на літніх Олімпійських іграх 1996
Дзюдо на літніх Олімпійських іграх 1996:
Турнір з дзюдо на літніх Олімпійських іграх 1996 був проведений в Джорджійському центрі світового конгресу, прямо в центрі міста Атланта, поруч з Centennial Olympic Park і штаб-квартирою телекомпанії CNN. Чоловіки і жінки розіграли 14 комплектів нагород, як і на літніх Олімпійських іграх 1992 року, в семи вагових категоріях для чоловіків і жінок.
Японія і Корея і завоювали по вісім медалей в Атланті, з них у Японії три золоті нагороди, в Кореї — дві. Франція також виграла три титули, і шість медалей в цілому, Куба також виборола шість медалей при одній золотій. Україна була представлена трьома спортсменами, але медалей не здобула. Найкращий результат у Тетяни Бєляєвої у ваговій категорії до 72 кг — 5 місце.
- Змагання стартували та закінчились 20 липня 1996 р.
- Кількість учасників: 387 (236 чоловіків та 151 жінка) з 92 країн.
- Наймолодший учасник: Ю Шу-Чен З Республіки Китай (16 років, 184 дні)
- Найстарший учасник: Міклош Сабо з Австралії (40 років, 213 днів)

## Медалісти

### Жінки
| Категорія   | Золото                    | Срібло                     | Бронза                   | Бронза                    |
| до 48 кг    | Північна Корея Ке Сунхі   | Японія Рьоко Тамура        | Куба Амаріліс Савон      | Іспанія Йоланда Солер     |
| до 52 кг    | Франція Марі-Клер Ресту   | Південна Корея Хен Сукхі   | Японія Норіко Сугавара   | Куба Легна Вердесія       |
| до 56 кг    | Куба Дріуліс Гонсалес     | Південна Корея Чон Сон-йон | Бельгія Марісабель Ломба | Іспанія Ісабель Фернандес |
| до 61 кг    | Японія Юко Емото          | Бельгія Гелла Вандекавей   | Нідерланди Єнні Гал      | Південна Корея Чан Сонсук |
| до 66 кг    | Південна Корея Чо Мін Сон | Польща Анета Щепанска      | КНР Ван Сяньбо           | Нідерланди Клаудіа Звірс  |
| до 72 кг    | Бельгія Улла Вербрук      | Японія Йоко Танабе         | Куба Діаденіс Луна       | Італія ІленІя Скапін      |
| понад 72 кг | КНР Сунь Фумін            | Куба Естелла Родрігес      | Франція Крістін Сіко     | Німеччина Йоганна Хагн    |

### Чоловіки
| Категорія   | Золото                    | Срібло                      | Бронза                       | Бронза                      |
| до 60 кг    | Японія Тадахіро Номура    | Італія Джироламо Джовінаццо | Монголія Доржпалам Нармандах | Німеччина Ріхард Траутманн  |
| до 65 кг    | Німеччина Удо Квелльмальц | Японія Юкимаса Накамура     | Бразилія Карлос Гимарайнш    | Куба Ізраель Ернандес       |
| до 65 кг    | Японія Кендзо Накамура    | Південна Корея Квак Десун   | Франція Крістоф Гальяно      | США Джеймс Педро            |
| до 78 кг    | Франція Джамель Бура      | Японія Тосіхіко Кога        | Південна Корея Чо Інчхоль    | Грузія Сосо Ліпартеліані    |
| до 86 кг    | Південна Корея Чон Гі Йон | Узбекистан Армен Багдасаров | Нідерланди Марк Хейзінга     | Німеччина Марко Спіттка     |
| до 95 кг    | Польща Павел Настула      | Південна Корея Кім Мін Су   | Бразилія Ауреліу Мігел       | Франція Стефан Трено        |
| понад 95 кг | Франція Давид Дує         | Іспанія Ернесто Перес       | Німеччина Франк Меллер       | Бельгія Гаррі ван Барневелд |

## Таблиця медалей
| Місце | Країна         | Золото | Срібло | Бронза | Загалом |
| ----- | -------------- | ------ | ------ | ------ | ------- |
| 1     | Японія         | 3      | 4      | 1      | 8       |
| 2     | Франція        | 3      | 0      | 3      | 6       |
| 3     | Південна Корея | 2      | 4      | 2      | 8       |
| 4     | Куба           | 1      | 1      | 4      | 6       |
| 5     | Бельгія        | 1      | 1      | 2      | 4       |
| 6     | Польща         | 1      | 1      | 0      | 2       |
| 7     | Німеччина      | 1      | 0      | 4      | 5       |
| 8     | Китай          | 1      | 0      | 1      | 2       |
| 9     | КНДР           | 1      | 0      | 0      | 1       |
| 10    | Іспанія        | 0      | 1      | 2      | 3       |
| 11    | Італія         | 0      | 1      | 1      | 2       |
| 12    | Узбекистан     | 0      | 1      | 0      | 1       |
| 13    | Нідерланди     | 0      | 0      | 3      | 3       |
| 14    | Бразилія       | 0      | 0      | 2      | 2       |
| 15—17 | Грузія         | 0      | 0      | 1      | 1       |
| 15—17 | Монголія       | 0      | 0      | 1      | 1       |
| 15—17 | США            | 0      | 0      | 1      | 1       |